# Enona
Enona ili Liburnska rimska Aenona (lat. Aenona) je liburnski grad nastao početkom gvozdenog doba, na prostoru današnje Hrvatske u 9. veka p. n. e, iz koga je kasnije nastao rimski grada i na kraju Nin hrvatskih knezova. U arheologiji je poznata po najvećem rimskom hramu na istočnoj jadranskoj obali.

## Naziv
Enona se prvi put  pominje kao Hemionoi u delu Periplus grčkog pisca Pseudo Skilaka, najverojatnije kao nepravilni oblik imena Ainonoi. Kasnije grčki pisci navode ime u obliku Ainona, a rimski u obliku Aenona.

## Položaj
Enona je danas arheološki lokalitet na oko 18 km severozapadno od Zadra, na ostrvcu danas povezanom sa kopnom preko dva mosta, nastao na peščanom sprudu nekadašnjeg ušća rečice Jaruge u more. Sa severne strane okružen je peščanim sprudom, sa istočne strane se nalazi solana a na južnoj i zapadnoj noviji deo samog mesta.

## Istorija
Mlađe kameno doba
Najstarije naselje na području Enone pronađeno je oko 300 metara južnije od liburnskog, na području današnje solane a datira se u mlađe kameno doba. Osnivanje naselja u starije gvozdeno doba, na istoj lokaciji, uslovila je činjenica da je to bilo najprikladnije mesto za odlazak u zajedničke livade gde su pasla njihova slada i gde su se nalazila obradiva polja, ali također i mesno groblje.
Liburnska Enona
Smatra se da su Liburni naseljavali grad u 9. veku p. n. e. i više vekova trgovala s Japodima i Etrućanima. Liburnska Enona osnovana je u ravnici bogatoj
šumama i morskim žalom, i pretpostavlja se da je kao središte teritorijalne zajednice Enonjana bila opasana gradskim bedemom sagrađenim od drveta, zemlje i šljunka.
Rimska Enona
Kada je liburnsku vlast u gradu zamenila rimska nije tačno utvrđeno, kao i kada je grad dobio status municipija, odnosno sopstvenu samoupravu. Pretpostavlja se da se to dogodilo u periodu  između kraja 1. veka p. n. e.. i s početka 1. veka n.e, kada su Rimljani Enonu utvrdili bedemom, i urbanistički sredili — izgradnjom mreže gradskih ulica, monumentalnog hrama itd. 
Pretpostavlja se da rimski urbanisti i planeri tokom izgradnje rimske Enone nisu primenili ustaljen ortogonalni koordinatni sistem, jer su konstatovali da je zatečeno stanje prvobitnog liburnskog naselja (Idassa) u potpunosti u skladu sa njihovim potrebama i da ne zahteva veoma skupu izgradnju potpuno novoga grada kao što je to u obližnjem Jadru.
Tokom izgradnje rimske Enone preuzet je od ranije zatečen položaj gradskih zidova kao i položaj dvaju gradskih vrata. Zadržan je i položaj glavne gradske ulice kao i jedne stare ulice koja je kasnije postala cardo maximus. Na uzvišenom položaju (gde se verovatno nalazilo liburnsko svetište) sagrađen je forum i veličanstveni hram, a uz južne gradske zidove gradska pijaca (emporium)  
Na severu nasalja nalazila se starija liburnska nekropola, a južno liburnsko-rimska.
Na mestu na kome se nalazio liburnski drveni most sagrađen je kameni rimski preko Ričine. Sa ozidanog izvorišta akveduktom (castellani fontis) dovedena je tekuća voda u naselje,  ali ne uz obalu rimske Enone, već 2,5 kilometara od nje sagrađeno je gradsko pristanište.
Na navedeni urbani razvoj Enone uticao je suživot došljaka sa starosedeocima što je vidljivo ne samo u učešću starosedelaca u municipalnoj upravi, već i obožavanju liburnskih svetinja pored oficijelnog rimskog verskog kulta, na šta ukazuju i činjenica da je na području stare Enone otkriveno najviše pisanih kamenih spomenika i kamene plastike, i da su se uporedno uz rimski zvanični verski kult poštovala i domaća libumska božanstva (Anzotica, Iicus, Latra).31
Iz dosadašnji arheološki nalazi može se zaključiti da su Enona i Jader dva primera potpuno različitog pristupa Rimljana kod izgradnje i modernizacije liburnskih teritorijalnih zajednica.
Ovaj po svom izgledu svakako najznačajniji, najveći antički hram na istočnoj obali Jadrana, danas svedoči i o velikom bogatstvu Rimskoga carstva u tadašnjoj Enoni, danas Ninu. Kako tada nisu postojale banke, riznice u hramovima služile su za čuvanje tog silnog bogatstva. Naime, tadašnja Enona, je imala u svom je posedu sve solane u okruženju. A sol je u to vreme bila ravna zlatu, jer se solju ne samo trgovalo, već se umesto novca davala i plata.

### Arhitektura
Rimska građevinska operativa u izgradnje Enone primenila je već ustaljene građevinske tehnike:
- zidanje klesanim kamenom u krečnom malteru,
- oblaganje zidova krečnim malterom,
- pokrivanje podova kamenim pločama, ponekad i mozaičkim kockicama,
- pokrivanje krovova uvezenim tegulama i imbreksima.
- izgradnja gradski zidova upotrebom klesanog kamena u krečnom malteru,
- izgradnja ulice i trotoara kamenim pločama.[8]

Uvedeni su i novi urbanistički sadržaji kao što su akvedukt, gradska pijaca (emporium),
gradske terme, portikati i forum pored obavezno sagrađenog hrama.

### Hram u Enoni
Hram u Eneonu podignut je u drugoj polovini 1. veka, kao najveći poznati rimski hram na istočnoj jadranskoj obali. Najverovatnije je bio posvećen Kapitolijskoj trijadi, na šta ukazuje natpis na pročelju u kome se navodi:

 Izgrađen je po uzoru na hram Jupitera Optimusa Maximusa na Kapitolu. Na njegov izgled uticale su etruščanska i grčka sakralna arhitektura. Pa je tako visok podijum i unutrašnja  koncepcija preuzeta iz etruščanske arhitekture, a spoljašnji izgled od Grka kojima je bio važan spoljni izgled hrama. Međutim kako su Rimljani težiste stavljali na unutrašnjost hrama u obliku niše i svetišta, oni su spoljašnji izgled dosta pojednostavili, iako su većinu ceremonija održavanli spolja, jer su vernici retko ulazili u celu.

## Sudbina Enone
Danas poznata urbana ostvarenja kao i međuodnos zatečene građevinske i arhitektonske ostavštine rimske Enone bili su kasnije preuzeti i delimično održavani i u doba hrvatskih vladara i vladara starohrvatskog Nina (kneza Branimira, kralja Petra Krešimira IV. i drugih). Međutim razlika u odnosu na antički period je u tome što je u srednjem veku došlo da postepenog zatiranja nekadašnjeg gradskog života rimske Enone i sve snažnije degradacija i rustifikacija rimskog urbanog nasleđa.

## Literatura
- Luka Jelič, Spomenici grada Nina, VHAD, n.s., 4.
- Luka Jelič, Spomenici grada Nina, VHAD, n.s., 5.
- Marija Kolega, Rimska portretna plastika iz zbirke Danieli u Arheološkom muzeju u Zadru, Diadora, 11.
- Marija Kolega, Damnatio memoriae u rimskoj portretnoj umjetnosti, Domitian-Nerva u Ninu, Diadora, 14.

## Spoljašnje veze
- Aenona – najveći rimski hram na istočnoj jadranskoj obali — Nova Akropola